# Prislop (okręg Sybin)
Prislop – wieś w Rumunii, w okręgu Sybin, w gminie Rășinari. W 2011 roku liczyła 330 mieszkańców.